# XB-30轟炸機
Lockheed XB-30（公司型號L-249）是洛克希德公司因應美國陸軍航空兵團要求而提出的超重型轟炸機設計，同時的競爭者還有B-29超級堡壘轟炸機，XB-31轟炸機和B-32統治者轟炸機。

## 發展
1938年左右，美國陸軍航空兵團司令亨利·阿諾德將軍認為歐洲和太平洋爆發戰爭的可能性日益增加。為了解決陸軍對於長航程重型轟炸機的需求，阿諾德成立了一個由沃爾特·G·基爾納準將(英語：Walter G. Kilner)擔任主席的特別委員會；查爾斯·林白是其成員之一。在參觀了納粹德國空軍基地後，林白確信納粹德國遠遠領先其他歐洲國家。
在1939年的一份報告中，該委員會提出了多項建議，包括開發新型遠程重型轟炸機。當歐洲爆發戰爭時，阿諾德請求對能夠設計飛行5,000miles(8,000km)的超遠程轟炸機的公司提出提案。1939年12月2日該提案獲得批准。
洛克希德基於其L-049（後來美國陸軍航空兵團採用為C-69星座運輸機）的設計，L-249只存在於圖紙階段，主要是因為波音憑藉其B-29超級堡壘轟炸機獲得了陸軍的大量訂單。而L-249只有比例模型。

## 外部連結
- USAF Museum — XB-30 Factsheet